# پاتریک اوبرایان
الگو:Infobox author

پاتریک اوبرایان، مترجم و مولف اهل بریتانیا

پاتریک اوبرایان (انگلیسی: Patrick O'Brian؛ ۱۲ دسامبر ۱۹۱۴ – ۲ ژانویهٔ ۲۰۰۰) مترجم، زبان‌شناس، نویسنده، رمان‌نویس، و مؤلف (پدیدآور) اهل بریتانیا بود.